# Otañes
Otañes es una localidad y junta vecinal perteneciente al municipio de Castro-Urdiales (España).

## Geografía
Se encuentra situado a aproximadamente 5 kilómetros de la capital municipal, Castro Urdiales. Su censo en el año 2009 lo formaban 680 habitantes (INE), aunque en verano esta población puede llegar a triplicarse. Su altitud es de 217 metros.

## Monumentos
En Otañes destacan monumentos como la iglesia parroquial o la Casona de la familia Otañes. En su montes se encuentra la Cueva de Otañes, donde se encontró entre 1798 y 1800 la Pátera de Otañes, pieza de orfebrería realizada en plata y oro durante la época romana de importancia internacional. La pieza está datada entre finales del siglo I y el II. También se han encontrado miliarios, indicio de una importante calzada hacia la meseta, de la cual aún se conserva algún tramo, aunque en muy mal estado de conservación.